# Roziya Karimova
Roziya Zaripovna Karimova, née le 18 mars 1916 à Kazan (Empire russe) et morte le 15 mars 2011 à Tachkent (Ouzbékistan), est une danseuse de ballet, chanteuse, actrice, chorégraphe, interprète de danses folkloriques ouzbèkes, historienne de l'art, universitaire et écrivaine soviétique puis ouzbèke. Elle reçoit le titre d'artiste du peuple de la République socialiste soviétique d'Ouzbékistan en 1950.

## Biographie
Née en 1916 dans la ville de Kazan de l'Empire russe dans la famille d'un marchand tatar, elle entre en 1929 au département préparatoire de l'école médico-technique de Fergana, où elle participe activement à des activités artistiques amateurs et dirige un club. En 1930, en raison de ses excellentes performances lors d'événements amateurs, elle est dirigée vers le studio du théâtre de Samarcande sur ordre du Conseil des commissaires du peuple de la République socialiste soviétique d'Ouzbékistan. Elle y étudie et y travaille simultanément. Plus tard, le théâtre de Samarcande est transféré à Tachkent et devient le Théâtre académique ouzbek d'opéra et de ballet, nommé d'après Alisher Navoi. Elle est une artiste de ce théâtre tout au long de sa carrière créative.
En 1937, elle reçoit l'Ordre de l'insigne d'honneur pour son interprétation de danses folkloriques lors de la Décennie des arts de Moscou. En 1939, elle reçoit la Médaille de la valeur du travail pour les services artistiques rendus aux travailleurs du grand canal de Ferghana. En 1942, pour ses prestations dans les opéras Davron ata, Меч Узбекистана (L'épée de l'Ouzbékistan), Leyli et Majnun et Gulsara, elle reçoit le titre d'artiste honorée de la République socialiste soviétique d'Ouzbékistan.
Pendant la Grande Guerre patriotique, en tant qu'artiste de l'Ouzbékistan, elle donne des concerts dans les hôpitaux et sur le front pour les soldats de l'Armée rouge. En 1943, en tant que membre d'un groupe de maîtres de l'Ouzbékistan, elle participe à un concert solennel devant les dirigeants des pays Alliés, Roosevelt, Churchill et Staline à Téhéran,,.
En 1950, pour ses contributions à l'art ouzbek et à l'occasion du 25e anniversaire de la République socialiste soviétique d'Ouzbékistan, elle reçoit le titre honorifique d'artiste du peuple de la République socialiste soviétique d'Ouzbékistan. En 1951 et 1959, elle reçoit la médaille « Mehnatda oʻrnak koʻrsatganlik uchun » (médaille « pour le travail distingué »). En 1958, le ministère de la culture de l'URSS lui décerne l'insigne « pour un excellent travail ». Lauréate de prix internationaux, elle est l'autrice de 17 livres et manuels sur l'histoire et la théorie de la danse ouzbèke.
Elle meurt le 15 mars 2011 à Tachkent, à l'âge de 94 ans.

## Récompenses et distinctions
- Artiste honorée de la République socialiste soviétique d'Ouzbékistan (1942)
- Artiste du peuple de la République socialiste soviétique d'Ouzbékistan (1950)
- Lauréat du prix d'État Hamza[5]
- Ordre du « Respecté par le peuple et la patrie »
- Ordre du Badge d'honneur (31 mai 1937)[6],[1]
- Deux médailles « pour travail distingué » (1951 et 1959)[7]
- Ordre d'« El-xurmati »[8],[4],[9]